# The Borden Food Corporation
The Borden Food Corporation var en amerikansk producent af madvarer (pasta) og mejerivarer (osteprodukter og drikke) samt en del industriprodukter (bl.a. tapet). Fra 1976 til 1999 ejede Borden det danske chokolademælkfirma Cocio. Firmaet ophørte med at producere madvarer i 2001 og øvrige produkter i 2004/05. Varemærkerne ejes og anvendes nu af andre firmaer.
| Firma | Spire Denne artikel om et firma eller en virksomhed i USA er en spire som bør udbygges. Du er velkommen til at hjælpe Wikipedia ved at udvide den. |